# 新帕爾米拉
新帕爾米拉（西班牙語：Nueva Palmira）是烏拉圭的城市，由科洛尼亞省負責管轄，位於該國西南部烏拉圭東岸，距離首府科洛尼亞德爾薩克拉門托86公里，始建於1831年10月26日，2004年人口9,230。

## 外部連結

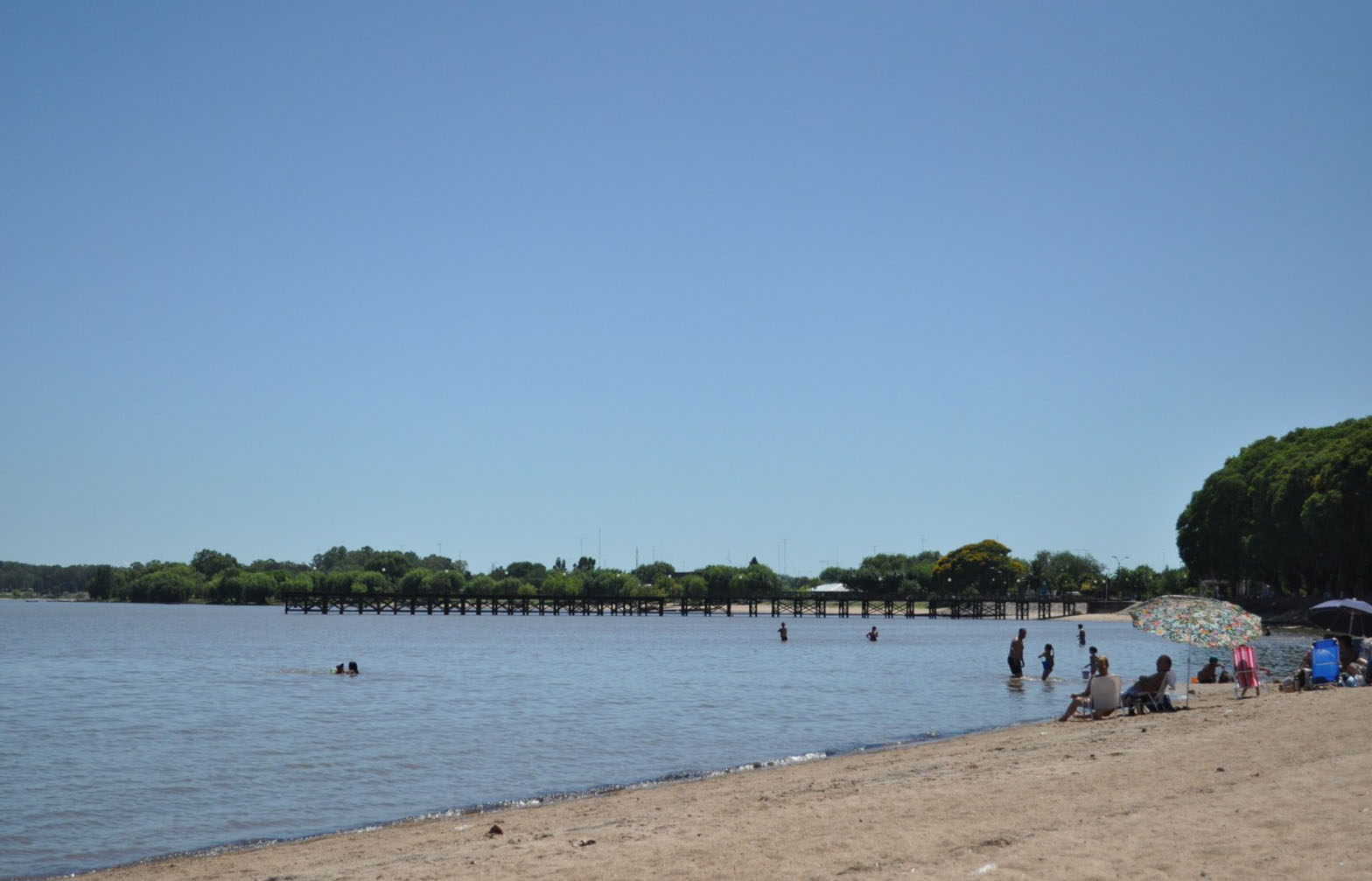

- Nueva Palmira's website （西班牙文）
- Information on the city at welcomeuruguay.com （页面存档备份，存于） （西班牙文）
- INE map of Nueva Palmira （页面存档备份，存于）